# سیارک ۱۳۹۱۸
سیارک ۱۳۹۱۸ (به انگلیسی: 13918 Tsukinada، نامگذاری:1984QB) سیزده هزار و نهصد و هجدهمین سیارک کشف شده‌است که در ۲۴ اوت ۱۹۸۴ کشف شد.